# Tiret
Ten artykuł należy dopracować:

przedstawiono sytuację tylko z polskiej perspektywy – artykuł powinien być przekrojowy.
Pomóż go poprawić. Na stronie dyskusji mogą znajdywać się pomocne komentarze.
Tiret (z fr. łącznik, kreska, od tirer: 'ciągnąć, kreślić'; w jęz. pol. wyraz nieodmienny: tego tiret, kilka tiret; czyt. tiret albo [tiˈʀeː]) – według zasad techniki prawodawczej nazwa jednostki redakcyjnej tekstu prawnego, oznaczanej krótką poziomą kreską przypominającą półpauzę (nieprawidłowo czasem nazywanej również myślnikiem). Zgodnie z ZTP tiret jest elementem wyliczenia, wchodzi w skład litery.

## Umieszczanie przepisów w tiret
Treść tekstu prawnego wydziela się w tiret poprzez dodanie jego znaku (tj. krótkiej kreski) od nowej linii, z zachowaniem właściwego wcięcia (marginesu). Nie dodaje się żadnych liczb ani liter na oznaczenie kolejnych tiret. Zdanie bądź wyrażenie zawarte w tiret zaczyna się zawsze małą literą, a kończy przecinkiem, chyba że jest to ostatni tiret w punkcie (wówczas należy postawić średnik) lub w ustępie, paragrafie czy artykule (wówczas należy postawić kropkę).

## Powoływanie się na przepis w tiret
W celu odwołania się do przepisu wyrażonego w danym tiret, należy policzyć, w którym kolejnym tiret w tej samej literze jest zawarty przepis. Cytuje się go według przykładu: „w tiret pierwsze”, „tiret drugie i trzecie” itp. Nowelizacja tiret w postaci dodania nowego lub usunięcia tiret powoduje niejednoznaczność w późniejszym powoływaniu się na znowelizowany tekst. Obecnie według ZTP w tekście jednolitym nie pozostawia się tiret o treści (uchylony).

## Podwójne tiret
Jest to najmniejsza możliwa jednostka redakcyjna tekstu prawnego. W obrębie tiret można dokonać kolejnego wyliczenia, wprowadzając podwójne tiret. Każde podwójne tiret kończy się przecinkiem, a ostatnie przecinkiem, średnikiem albo kropką, chyba że wyliczenie kończy się częścią wspólną odnoszącą się do wszystkich podwójnych tiret. W takim przypadku, przecinek, średnik albo kropkę stawia się po części wspólnej. Przy powoływaniu podwójnego tiret oznacza się je wyrazami „podwójne tiret” i wyrażonym słownie numerem porządkowym tego podwójnego tiret.